# Stygioides
Stygioides is een geslacht van vlinders uit de familie van de Houtboorders (Cossidae). De wetenschappelijke naam en de beschrijving van dit geslacht zijn voor het eerst gepubliceerd in 1853 door Charles Théophile Bruand d'Uzelle.
De soorten van dit geslacht komen voor in Italië en verder oostwaarts tot in Oezbekistan.

## Soorten
- Stygioides aethiops (Staudinger, 1887)
- Stygioides colchica (Herrich-Schäffer, 1851)
- Stygioides italica (Mazzei & Yakovlev, 2016)
- Stygioides ivinskisi (Saldaitis & Yakovlev, 2007)
- Stygioides nupponenorum Yakovlev & Saldaitis, 2011
- Stygioides persephone (Reisser, 1962)
- Stygioides psyche (Grum-Grshimailo, 1893)
- Stygioides tricolor (Lederer, 1858)